# 公司债券
公司债券是由公司发行的债券，目的是为持续经营、并购或扩大业务等各种原因筹集资金。公司债券是一种较长期的债务工具，公司借入一定数额的资金，承诺在未来根据特定条款偿还。